# Meir Schitrit

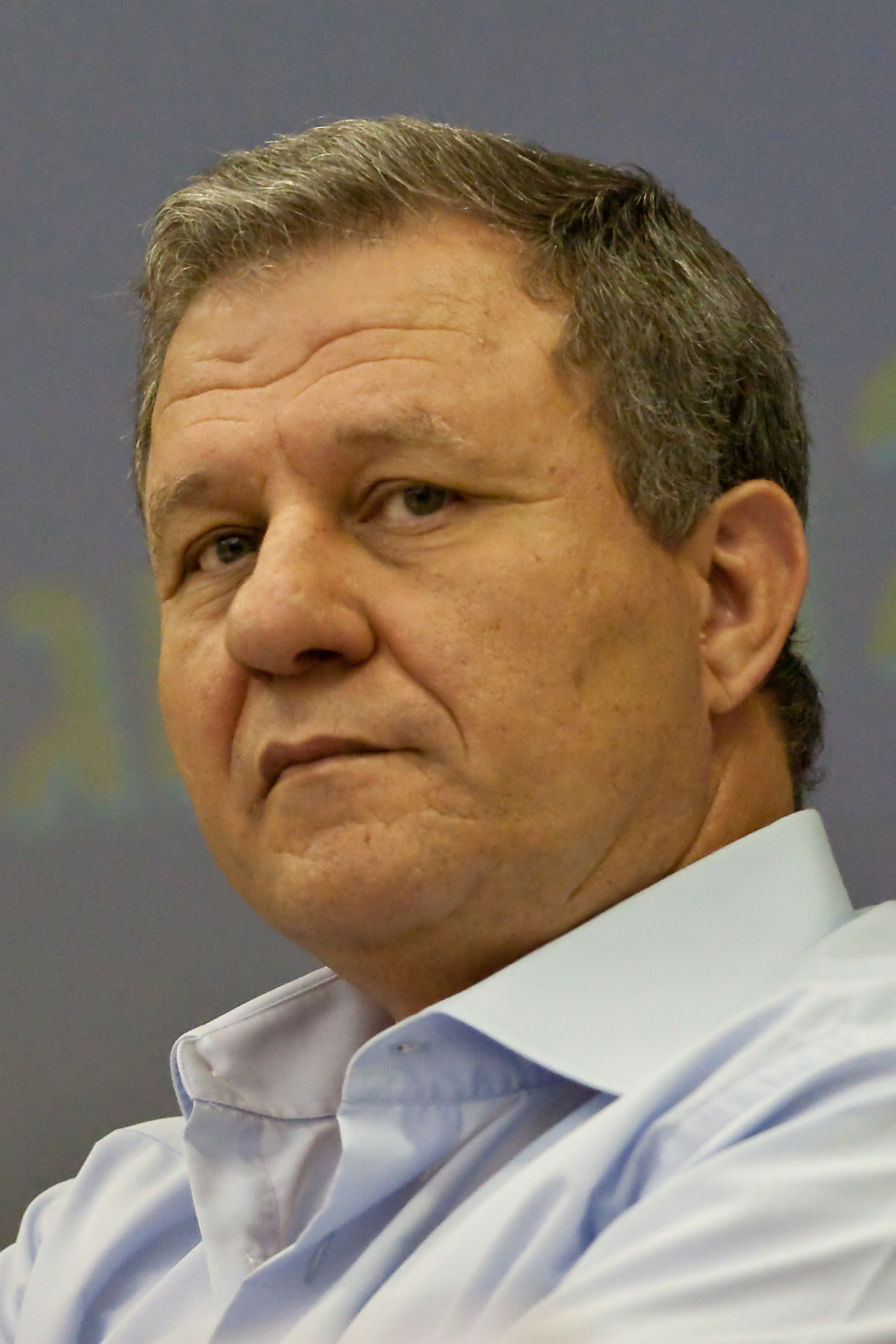
Meir Schitrit

Meir Schitrit (hebräisch מאיר שיטרית; * 10. Oktober 1948 in Ksar Es Souk, Marokko) ist ein israelischer Politiker. Nachdem er zuvor Mitglied des Likud-Blocks war, gehört er seit 2005 der Partei Kadima an. Er hatte unterschiedliche Ministerposten inne, zuletzt war er von Juli 2007 bis März 2009 Innenminister und Vize-Premierminister.

## Leben
Schitrit wurde in Ksar Es Souk in der Provinz Errachidia geboren und wanderte als Zehnjähriger zusammen mit seiner Familie nach Israel aus. An der Bar-Ilan-Universität hat er ein Studium der Politikwissenschaften mit dem Doktorgrad abgeschlossen. Er ist verheiratet und Vater von zwei Kindern.
Seine politische Karriere begann er 1974 als Bürgermeister der Stadt Javne und übte dieses Amt bis 1987 aus. 1981 wurde er in die Knesset gewählt und war zunächst bis 1988 Mitglied des israelischen Parlaments. 1988 bis 1992 war er als Schatzmeister der Jewish Agency für Israel tätig, worauf er wieder in die Knesset gewählt wurde.

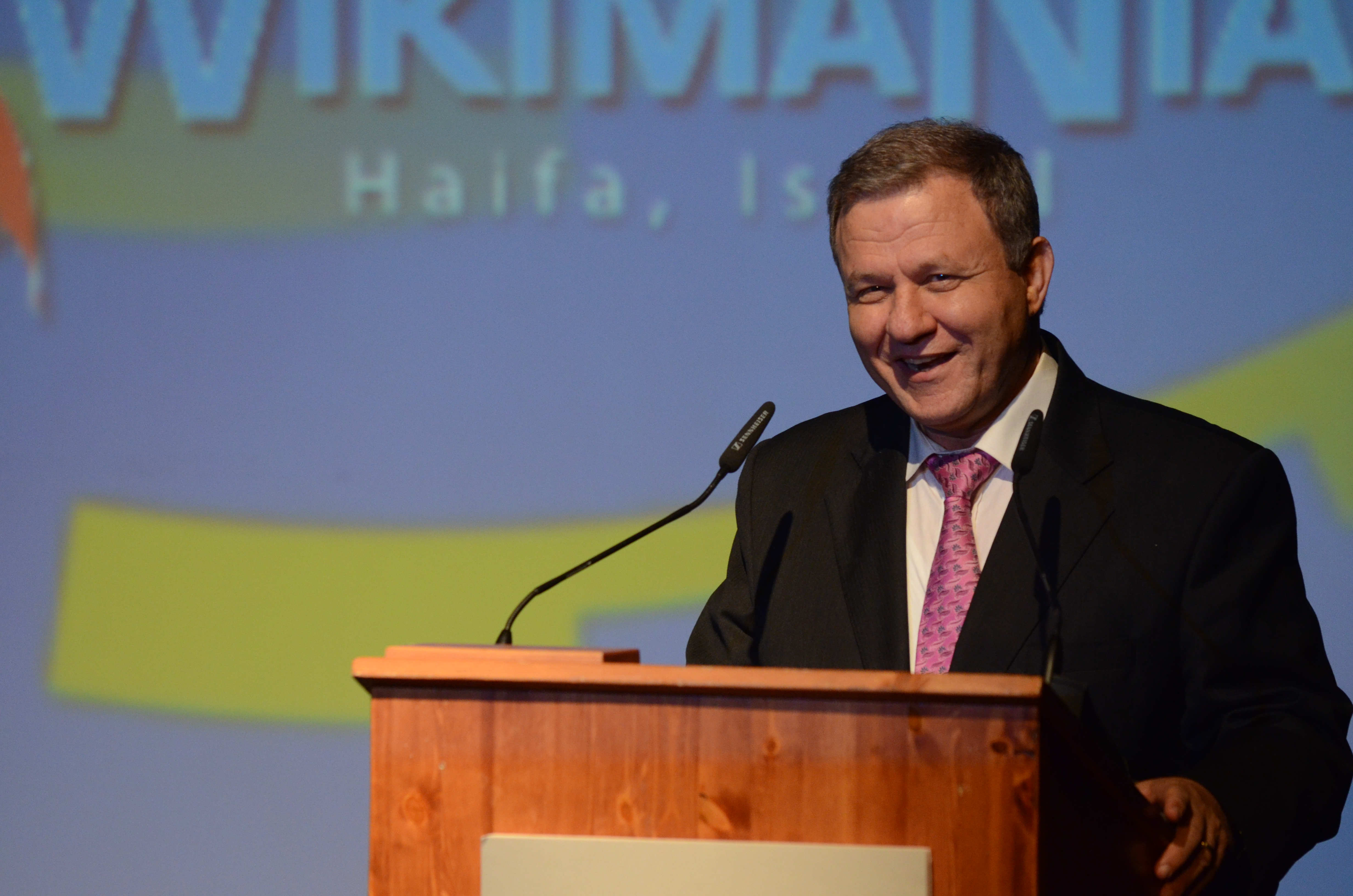
Schitrit auf der Wikimania-Konferenz in Haifa, 2011

1996, als Benjamin Netanjahu Ministerpräsident war, wurde Shitrit an die Spitze des Likud-Blocks gewählt. 1998 wurde er in Netanjahus Regierung Finanzminister und bekleidete seit 2001 in zwei aufeinanderfolgenden Regierungen von Ariel Sharon verschiedene Ministerposten.
2005, als die Partei Kadima gegründet wurde, verließ Schitrit den Likud und schloss sich der neuen Partei an. Nach den Wahlen im März 2006 wurde Schitrit in der Regierung von Ehud Olmert Bau- und Wohnungsminister. Als Schitrit während der Operation Sommerregen im Gazastreifen im Juli 2006 erklärte, er würde sich einem eventuellen Rückzug aus Judäa und Samaria (bzw. dem Westjordanland) widersetzen, veranlasste er damit die erste Spaltung in Olmerts neuer Regierung.
Am 23. August 2006 wurde er zum Justizminister ad interim gewählt, als Nachfolger von Chaim Ramon, der drei Tage zuvor wegen des Vorwurfs der sexuellen Nötigung zurückgetreten war.
Am 10. Juni 2014 unterlag er im zweiten Wahlgang bei einer Stichwahl der Knesset um die Nachfolge des Israelischen Staatspräsidenten Schimon Peres bei der Präsidentschaftswahl in Israel Reuven Rivlin (Likud) mit 53 zu 63 Stimmen.

## Funktionen
- 23. Februar 1999 bis 6. Juli 1999: Finanzminister
- 7. März 2001 bis 28. Februar 2003: Justizminister
- 28. Februar 2003 bis 5. Juli 2004: Finanzminister
- 5. Juli 2004 bis 31. August 2004: Verkehrsminister ad interim
- 31. August 2004 bis 4. Mai 2006: Verkehrsminister
- 18. Januar 2006 bis 4. Mai 2006: Erziehungs-, Kultur- und Sportminister
- 4. Mai 2006 bis 4. Juli 2007: Bau- und Wohnungsminister
- 23. August 2006 bis 29. November 2006: Justizminister ad interim
- 4. Juli 2007 bis 31. März 2009: Vize-Premierminister und Innenminister